# Джумадил, Алгер
Алгер Джумадил (эст. Alger Džumadil; 29 июля 1996, Кейла) — эстонский футболист, левый защитник, тренер.

## Биография
В детстве занимался футболом в клубах «Вазалемма» и «Кейла». Взрослую карьеру начал в 15-летнем возрасте в клубе «Динамо» (Румму) в низших лигах Эстонии, также играл за этот клуб в мини-футбол. В 2013 году перешёл в таллинскую «Левадию», где за четыре сезона провёл более 100 матчей за вторую команду, становился победителем (2013) и вторым призёром (2014, 2015) первой лиги Эстонии. За основную команду «Левадии» сыграл только один матч в Кубке Эстонии в 2014 году.
В 2017 году перешёл в «Пайде ЛМ». Дебютный матч в высшем дивизионе Эстонии сыграл 18 марта 2017 года против «Левадии». Спустя полгода перешёл в таллинский «Калев», с которым стал вице-чемпионом первой лиги 2017 года, в следующем сезоне играл со своим клубом в высшей лиге. В 2019 году перешёл в состав дебютанта высшего дивизиона «Маарду ЛМ», занявшего в итоге последнее место. В 2020 году вернулся в «Калев», который по итогам сезона также стал последним в элите, на следующий год стал вторым призёром первой лиги.
Всего в высшем дивизионе Эстонии сыграл 96 матчей и забил 2 гола (по состоянию на конец 2022 года).
Выступал за сборные Эстонии младших возрастов, но не был их регулярным игроком.
В 2022 году начал тренерскую карьеру в клубе «Нымме Калью», стал ассистентом тренера главной команды и одновременно играющим главным тренером резервного состава. Имеет тренерскую лицензию «В».